# Amtsgericht Rosenheim

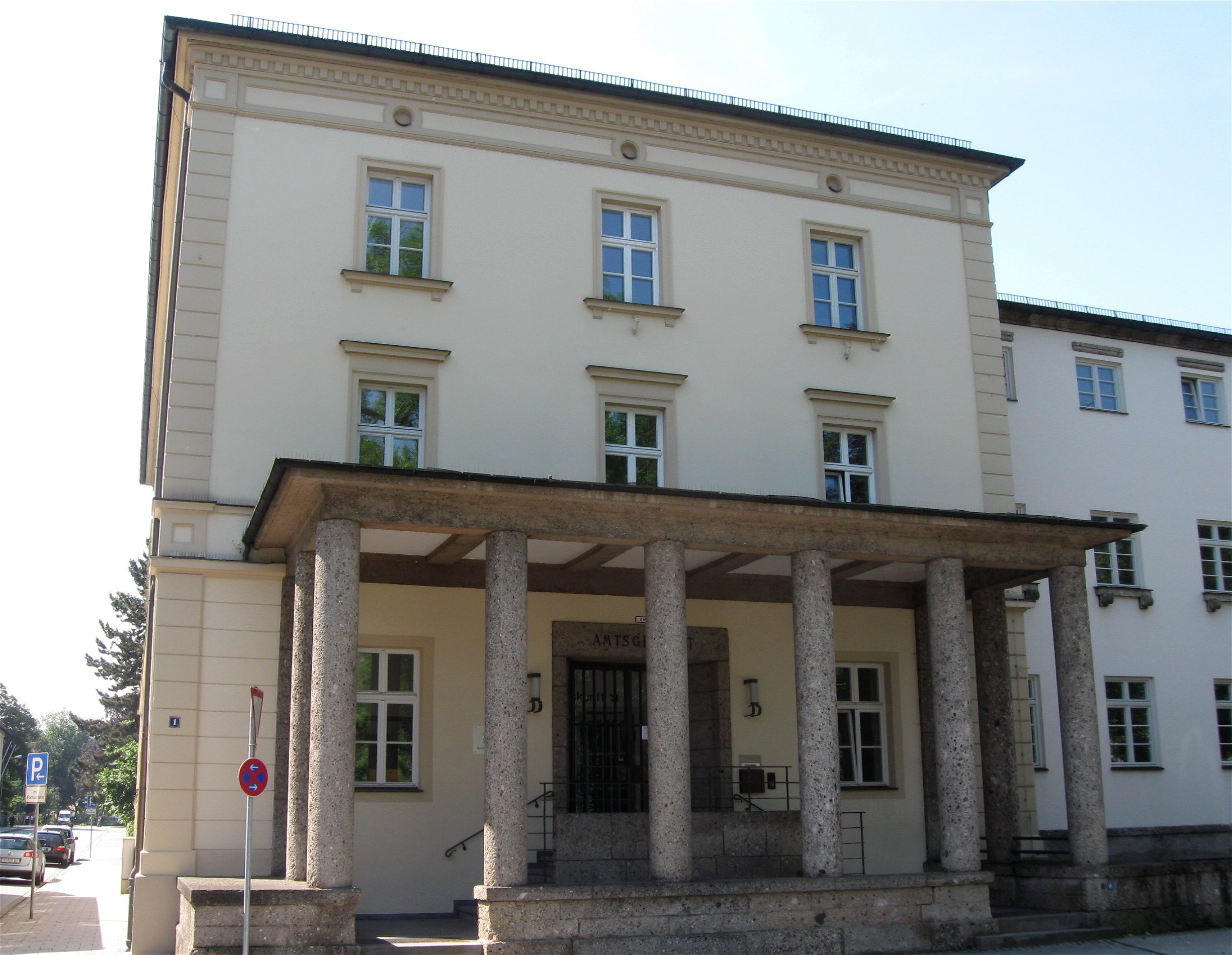
Amtsgericht Rosenheim, Bismarckstr. 1

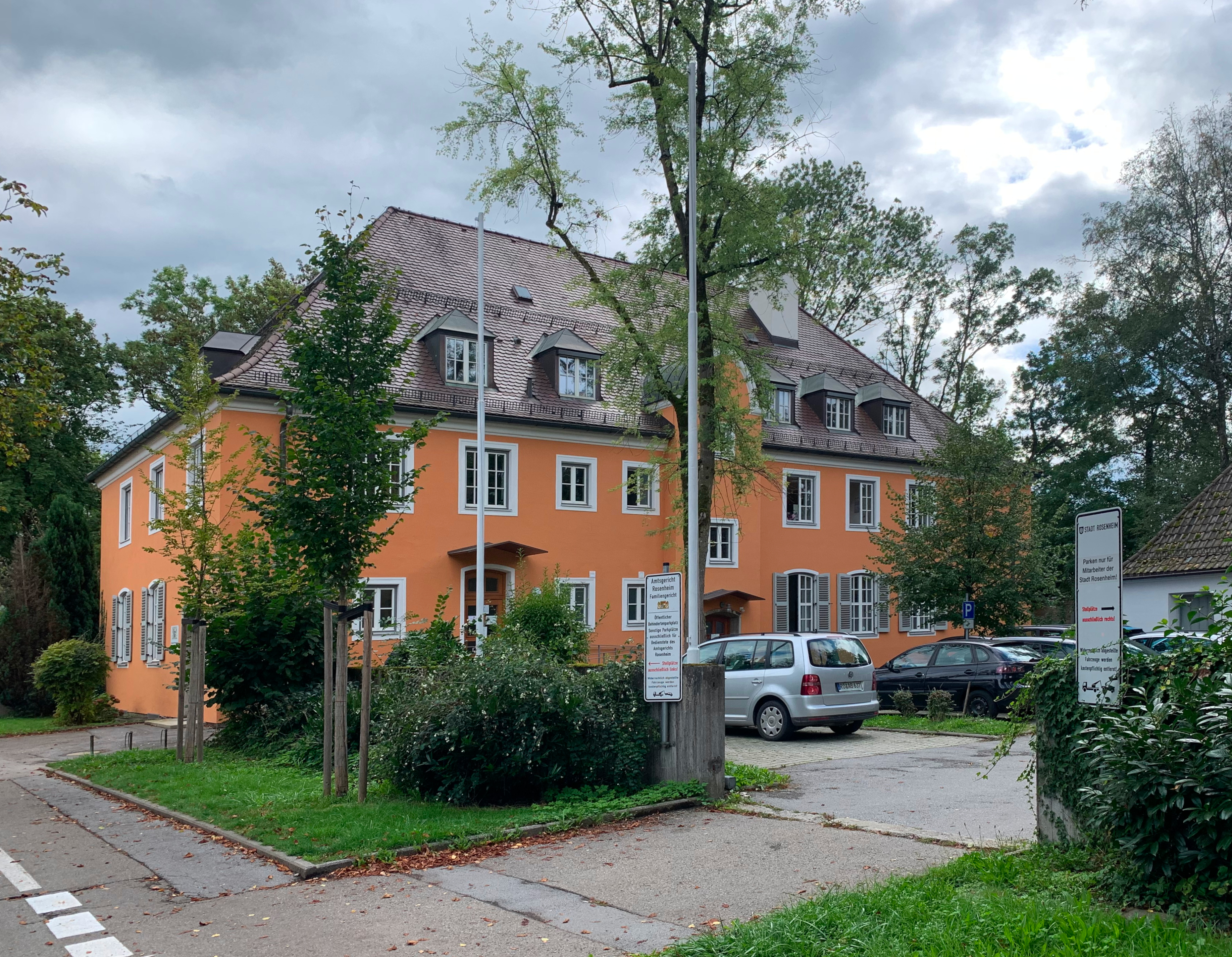
Rathausstraße 32, Familiengericht

Das Amtsgericht Rosenheim ist ein Gericht der ordentlichen Gerichtsbarkeit und eines von 73 Amtsgerichten in Bayern. Die beiden Hauptgebäude befinden sich in der Bismarckstraße 1 und in der Rathausstr. 32 in Rosenheim. Das Familiengericht hat seinen Sitz in der Rathausstraße 32. Das Gericht hatte bis 31. Mai 2013 noch Zweigstellen am Marienplatz 7 in Wasserburg am Inn und Am Hofberg 5 in Bad Aibling. Letztere ist seitdem eine Außenstelle, in der die Verfahren zu Zwangsvollstreckungen und Zwangsversteigerungen bearbeitet werden.

## Geschichte des Amtsgerichts Rosenheim
1273 wurde die Justiz in Rosenheim erstmals mit dem Richter Chunradus Churnheimer erwähnt. Nachdem die Grafen von Wasserburg die Herrschaft an die Wittelsbacher verloren, setzten diese einen Rechtspfleger ein, der unter anderem Recht sprach. 1799 wurde das alte Pflegegericht aufgelöst, an dessen Stelle dann ein provisorisches Landgericht trat, welches allerdings im Zuge einer Gerichtsumorganisation aufgehoben und der Bezirk dem Landgericht Bad Aibling zugeschlagen wurde. 1807 erfolgte eine weitere Umstrukturierung der Gerichtsbezirke. So wurden die Bezirke Fischbach und Aibling vereinigt und der Sitz des Gerichts nach Rosenheim, in das sog. „Haus am Platz“, verlegt.
1879 erfolgte die Umbenennung zum Amtsgericht. Das damalige Gerichtsgebäude in der Königsstraße wurde um 1900 mit einem Anbau versehen und in den Jahren 1933/1934 zur Bismarckstraße hin erweitert. Durch die Gebietsreform von 1972 wurden die eigenständigen Amtsgerichte Bad Aibling und Wasserburg als Zweigstellen in das Amtsgericht Rosenheim eingegliedert. Zum 1. Juni 2013 wurden beide aufgelöst, die Zweigstelle Bad Aibling ist seitdem eine Außenstelle.

## Zuständigkeitsbereich
Der Amtsgerichtsbezirk erstreckt sich auf den Landkreis Rosenheim und die Stadt Rosenheim. Insgesamt leben ca. 310.000 Menschen in diesem Bezirk. Das Gericht ist erstinstanzlich für Zivil-, Familien- und Strafsachen zuständig.

## Mitarbeiter
Es sind ca. 200 Bedienstete am Amtsgericht beschäftigt, darunter etwa 29, die dem richterlichen Dienst angehören. Im gehobenen Justizdienst sind etwa 40 Rechtspfleger tätig. Die weiteren Beschäftigten gliedern sich auf in Beamte des mittleren Dienstes, Gerichtsvollzieher, Angestellte und Arbeiter.
Folgende Angelegenheiten werden an anderen Gerichten verhandelt:
- Vereinsregister (Amtsgericht Traunstein)
- Handelsregister (Amtsgericht Traunstein)

## Übergeordnete Gerichte
Dem Amtsgericht Rosenheim ist das Landgericht Traunstein übergeordnet, welchem wiederum das Oberlandesgericht München übergeordnet ist.